# Jean Jacoby
Jean Lucien Nicolas Jacoby, més conegut com a Jean Jacoby, (Ciutat de Luxemburg, 26 de març de 1891 - Mulhouse, 9 de setembre de 1936) fou un dibuixant luxemburguès. Va guanyar medalles d'or als concursos d'Art Olímpics de 1924 i 1928, convertint-se en l'artista olímpic més reeixit.

## Biografia
Després de passar la seva joventut a Molsheim a Alsàcia, Jean Jacoby va estudiar art a l'École des Beaux-Arts a Estrasburg.
Va ser professor de dibuix entre 1912 i 1918 a l'escola Lewin-Funcke de Berlín, després va treballar a Wiesbaden, abans de fer-se el càrrec del departament d'art d'una empresa d'impressió a Estrasburg. El tema de les seves pintures sovint era l'esport.
Es va fer conèixer a nivell internacional quan el 1923 va guanyar el francès Concours de l'Auto amb el seu dibuix Hurdle runner -Corredor de tanques-, superant altres 4.000 participants. De 1926 a 1934 va treballar com a il·lustrador i director artístic de dos diaris d'Ullstein-Verlag, el Berliner Illustrierte i el Grüne Post. També va fundar una guia de programes de ràdio per a tota Alemanya, anomenat Sieben Tage.
Durant l'any 1934 es va traslladar a Mulhouse, on va morir el 9 de setembre de 1936 d'un atac de cor.